# Charles Rought
Charles Gardner Rought (* 16. Oktober 1884 in Surbiton; † 31. Januar 1919 in London) war ein britischer Ruderer.

## Karriere
Rought besuchte von 1896 bis 1901 das Clifton College in Bristol. Er spielte Rugby für den Clifton RUFC und ruderte für den Bristol Ariel Rowing Club. 1906 gewann er mit dem Vierer mit Steuermann den Wettbewerb bei der Reading Amateur Regatta.
Nachdem er 1908 dem Thames Rowing Club beigetreten war, sicherte er sich 1909 und 1911 den Sieg im Stewards’ Challenge Cup bei der Henley Royal Regatta. 1912 siegte er gemeinsam mit Bruce Logan bei den Diamond Sculls der Henley Royal Regatta. Im selben Jahr nahm er an den Olympischen Spielen in Stockholm teil und gewann im Vierer mit Steuermann die Silbermedaille.
Während des Ersten Weltkriegs diente er zunächst bei den Artists Rifles, bevor er als Lieutenant zum Queen’s Royal Regiment wechselte. Im Dezember 1914 geriet er in Kriegsgefangenschaft, aus der er erst vier Jahre später, im Dezember 1918, entlassen wurde. Sechs Wochen nach seiner Freilassung verstarb er in einem Londoner Krankenhaus.